# Paul J. F. Lusaka
Paul John Firmino Lusaka (* 10. Januar 1935 in Moomba Village, Lusaka; † 11. November 1996) war ein sambischer Diplomat und von 1984 bis 1985 Präsident der Generalversammlung der Vereinten Nationen.

## Studium
Das Studium der Geschichte und Geographie schloss Lusaka 1959 mit einem Bachelor of Arts des Rows University College in Lesotho ab. Anschließend war er von 1960 bis 1961 Student an der University of Minnesota im Rahmen eines Austauschprogramms der Ford Foundation. 1963 erwarb er zudem einen Master in Political Geography der McGill University in Montreal.

## Diplomat
Nach der Unabhängigkeit Sambias 1964 wurde Lusaka Diplomat nach einer Ausbildung bei der Ständigen Vertretung von Kanada bei der UNO sowie im kanadischen Außenministerium. 1964 bis 1965 war er zunächst 2. Sekretär sowie amtierender 1. Sekretär in der Hohen Kommission in Großbritannien. Danach war er drei Jahre Stellvertretender Hoher Kommissar in London. Von 1968 bis 1972 war Lusaka Botschafter in der Sowjetunion sowie zugleich Botschafter in Jugoslawien und Rumänien.
Anschließend war er erstmals bis 1973 Ständiger Vertreter von Sambia bei den Vereinten Nationen. Zudem war er Hoher Kommissar in Kanada, Jamaika, Guyana, Trinidad und Tobago und Barbados sowie Botschafter in Kuba. Das Amt des hohen Kommissars in Äthiopien konnte er aus gesundheitlichen Gründen nicht antreten. Von 1989 bis 1991 war Lusaka dann noch Botschafter in den USA.

## Minister
Zwischen 1973 und 1978 war Lusaka Mitglied der Nationalversammlung Sambias. Im Kabinett von Mainza Chona von August 1973 bis Mai 1975 war er Minister für landwirtschaftliche Entwicklung. Premierminister Elijah Mudenda berief ihn daraufhin zum Minister für Energie, Verkehr und Kommunikation. Von Juli 1977 bis Juni 1978 war er in der zweiten Regierung von Chona schließlich Gesundheitsminister.

## Aufstieg zum Präsidenten der UN-Generalversammlung
Von 1979 bis 1987 war er erneut Ständiger Vertreter bei der UNO und wurde in dieser Zeit am 18. September 1984 als Nachfolger von Jorge E. Illueca Präsident der 39. UN-Generalversammlung. Am 18. September 1985 wurde er in diesem Amt durch Jaime de Piniés abgelöst. Während seiner Tätigkeit als Ständiger Vertreter übte er darüber hinaus einige andere Ämter in Gremien der UNO aus.